# Symphonie no 1 de Bernstein
Pour les articles homonymes, voir Symphonie no 1.
« Jeremiah »
La Symphonie no 1 dite « Jeremiah » de Leonard Bernstein a été composée en 1942. Jeremiah est une œuvre à programme, suivant l'histoire biblique du prophète Jérémie. Elle utilise des textes du Livre des Lamentations de la Bible hébraïque. La symphonie a obtenu la New York Music Critics' Circle Award pour la meilleure œuvre américaine de 1944.

## Historique
L'œuvre a été créée le 28 janvier 1944 à la Syria Mosque (en) à Pittsburgh avec le compositeur conduisant l'Orchestre symphonique de Pittsburgh. La soliste était Jennie Tourel. Elle est ensuite donnée à New York le 29 mars 1944 au Carnegie Hall, également avec Tourel comme soliste.

## Structure
La symphonie est composée de trois mouvements :
1. Prophecy
2. Profanation
3. Lamentation

## Instrumentation
La symphonie est écrite pour 2 flûtes, piccolo, 2 hautbois, cor anglais, clarinette en mi doublant la clarinette basse, 2 clarinettes, 2 bassons, contrebasson, 4 cors, 3 trompettes, 3 trombones, tuba, timbales, caisse claire, grosse caisse, cymbales, triangle, wood-block, maracas, piano, mezzo-soprano et cordes.